# Harry Potter and the Deathly Hallows – Part 2
Harry Potter and the Deathly Hallows – Part 2 (no Brasil, Harry Potter e as Relíquias da Morte – Parte 2; em Portugal, Harry Potter e os Talismãs da Morte – Parte 2) é um filme britânico-americano épico de aventura e fantasia de 2011, dirigido por David Yates, baseado a partir do capítulo vinte e cinco do livro homônimo escrito por J. K. Rowling, sendo uma complementação e finalização da Parte 1, uma vez que este livro fora adaptado em duas partes para o cinema. O título é o oitavo e último da sequência de adaptações para o cinema originados da série de livros Harry Potter, e o quarto a ser dirigido por David Yates. David Heyman, David Barron e J. K. Rowling são os produtores e Steve Kloves, o roteirista. Daniel Radcliffe, Rupert Grint, Emma Watson como Harry Potter, Rony Weasley e Hermione Granger, respectivamente, protagonizam a produção.
A história mostra a continuação do trio terminando a tarefa que Dumbledore lhes deixou (procurar e destruir as Horcruxes criadas pelo vilão Lorde Voldemort). As filmagens foram encerradas no dia 12 de junho de 2010, sabendo-se que ocorreram refilmagens em dezembro de 2010, pouco antes do Natal.
Harry Potter and the Deathly Hallows – Part 2 teve sua première na Trafalgar Square em Londres em 7 de julho de 2011 e foi lançado no dia 15 de julho de 2011 no Brasil, e nos Estados Unidos e Portugal em 14 de julho de 2011.. Harry Potter and the Deathly Hallows – Part 2 foi o primeiro título da saga a ser inteiramente convertido para a tecnologia 3D. Sendo que também foi lançado em IMAX 3D.
Foi o único filme da saga a ultrapassar em seu lançamento original a marca de US$ 1 bilhão, atingindo a maior arrecadação de 2011, tornando-se a terceira maior bilheteria da história na época, atualmente a décima sexta, sendo também a adaptação de um livro de maior receita, além de ser o título de maior de sucesso da Warner Bros. Pictures.

## Enredo
Após enterrar Dobby, Harry Potter pede ao duende Grampo para ajudá-lo a invadir o cofre de Belatriz Lestrange no banco de Gringotes, suspeitando que uma Horcrux possa estar lá. Grampo concorda, mas pede em troca a Espada da Gryffindor. O fabricante de varinhas, Sr. Olivaras, diz a Harry que duas varinhas tiradas da Mansão dos Malfoy pertenciam a Belatriz e Draco Malfoy, embora a de Malfoy tenha mudado sua lealdade a Harry.
No cofre em Gringotes, Harry descobre que a Horcrux é a taça de Helga Hufflepuff. Ele a recupera, mas Grampo pega a espada e abandona o trio, deixando-os encurralados pela segurança. Os três soltam o dragão que guardava o cofre e fogem montados nas costas do animal. Harry tem uma visão de Voldemort chegando em Gringotes e assassinando seus funcionários, incluindo Grampo, e descobre que Voldemort está ciente do roubo. Harry também percebe que há uma Horcrux em Hogwarts de alguma forma conectado à Rowena Ravenclaw. O trio aparata em Hogsmeade, onde Aberforth Dumbledore relutantemente instrui o retrato de sua irmã mais nova Ariana a buscar Neville Longbottom, que conduz o trio através de uma passagem secreta até Hogwarts.
Severo Snape, agora nomeado diretor, é informado sobre Harry e adverte os funcionários e estudantes com uma punição a quem tentar ajudá-lo. Harry confronta Snape, que foge depois que Minerva McGonagall o desafia para um duelo. Voldemort chega com os Comensais da Morte, exigindo que Harry seja entregue a ele; McGonagall reúne a comunidade de Hogwarts para a batalha e protege o castelo. Por insistência de Luna Lovegood, Harry fala com o fantasma de Helena Ravenclaw, que revela que Voldemort realizou "magia negra" no diadema de sua mãe, localizado na Sala Precisa. Enquanto isso, Rony e Hermione vão até a Câmara Secreta, onde Hermione destrói a taça com uma presa do Basilisco. Na Sala Precisa, Draco, Blaise Zabini e Gregório Goyle atacam Harry, mas Rony e Hermione intervêm. Goyle lança o feitiço Fogomaldito, e é incapaz de controlá-lo, sendo queimado até a morte enquanto Harry e seus amigos salvam Malfoy e Zabini. Harry apunhala o diadema com a presa do Basilisco, e Rony o chuta na Sala Precisa para ser destruído pelas chamas. Enquanto o exército de Voldemort ataca a escola, Harry, vendo através da mente de Voldemort, percebe que a cobra Nagini é a Horcrux final. Ao chegarem na casa dos barcos, o trio testemunha Voldemort dizendo a Snape que a Varinha das Varinhas não pode servi-lo enquanto Snape viver, já que foi ele quem matou Dumbledore; ele então ordena que Nagini o mate. Antes de morrer, Snape diz a Harry para levar suas memórias para a Penseira. Enquanto isso, Fred Weasley, Remo Lupin e Ninfadora Tonks estão entre os mortos no caos de Hogwarts.
Ao depositar as memórias de Snape na Penseira, Harry descobre que, enquanto Snape desprezava o falecido pai de Harry, Tiago, que o intimidava, ele amava sua falecida mãe Lilian. Após sua morte, Snape trabalhou com Dumbledore para proteger Harry de Voldemort devido a seu amor por Lilian. Harry também descobre que Dumbledore estava morrendo e desejava que Snape o matasse, e que a corça do Patrono que ele viu na floresta que o levou à espada foi conjurada pelo próprio Snape. Harry descobre que ele próprio se tornou uma Horcrux quando Voldemort originalmente falhou em matá-lo; portanto ele deve morrer para destruir o pedaço da alma de Voldemort dentro de si. Após descobrir que Dumbledore colocou a Pedra da Ressurreição em seu pomo de ouro e encontrar as almas de seus pais, Sirius e Lupin que o encorajam a ser forte, Harry se entrega a Voldemort na Floresta Proibida. Após ser atingido pela Maldição da Morte, Harry acorda na estação de King's Cross totalmente limpa e encontra o espírito de Dumbledore, que lhe explica que a parte de Voldemort dentro de Harry foi destruída pelo feitiço. Harry retorna ao seu corpo, determinado a derrotar Voldemort.
Voldemort anuncia a aparente morte de Harry a todos em Hogwarts e exige sua rendição. Quando Neville dá uma resposta desafiadora e tira a espada do Chapéu Seletor, Harry revela que ainda está vivo; vários Comensais, incluindo os Malfoy abandonam Voldemort. Enquanto Harry confronta Voldemort em um duelo por todo o castelo, Molly Weasley mata Belatriz no Salão Principal, como vingança pela morte de Fred, e Neville decapita Nagini, tornando Voldemort mortal. A luta de Harry e Voldemort termina com a Maldição da Morte de Voldemort retornando contra ele e destruindo-o. Após a batalha, Harry explica a Rony e Hermione que a Varinha de Sabugueiro o reconheceu como seu verdadeiro mestre depois que ele desarmou Draco, que anteriormente desarmou seu dono anterior, Dumbledore. Mas ao invés de ficar com a varinha, Harry a destrói.
Dezenove anos depois, os casais Harry Potter e Gina Weasley, e Rony Weasley e Hermione Granger orgulhosamente assistem seus filhos partirem para Hogwarts na estação de King's Cross.

## Elenco

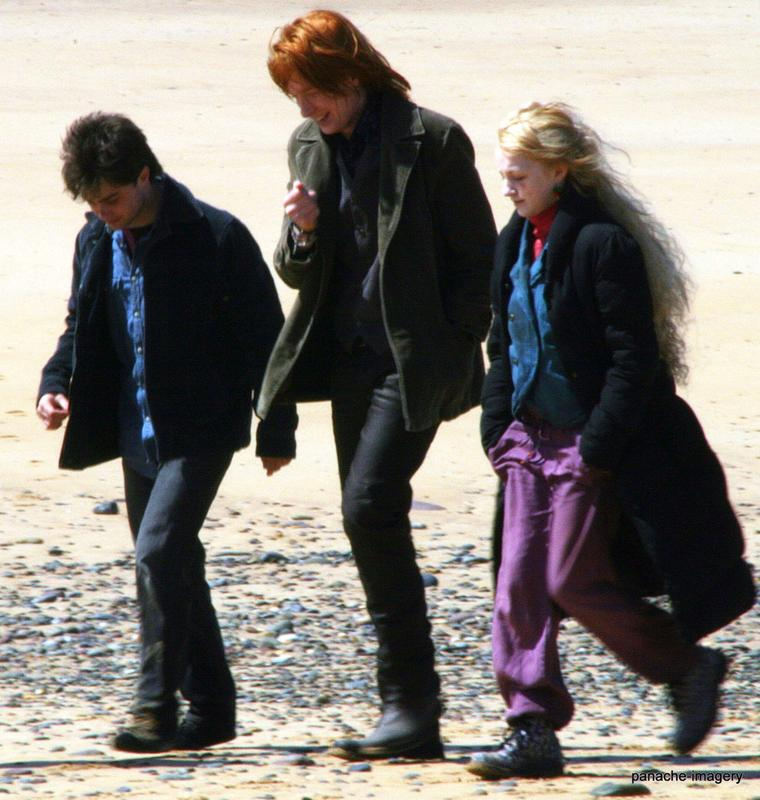
Daniel Radcliffe, Domhnall Gleeson e Evanna Lynch.

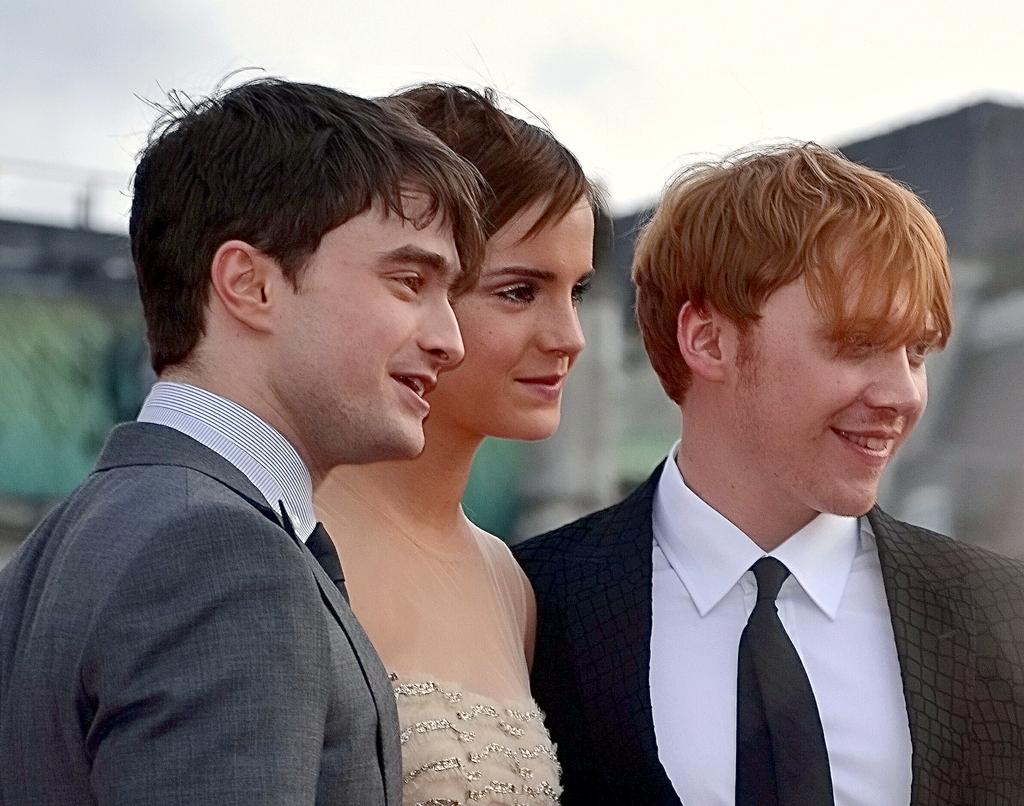
Daniel Radcliffe, Emma Watson e Rupert Grint na premiere do filme.

- Daniel Radcliffe como Harry Potter
- Rupert Grint como Ronald "Rony" Weasley, melhor amigo de Harry.
- Emma Watson como Hermione Granger, melhor amiga de Harry e o cérebro do trio.
- Helena Bonham Carter como Belatriz Lestrange, uma Comensal da Morte e braço direito de Voldemort.
- Robbie Coltrane como Rúbeo Hagrid, o amigo meio gigante de Harry e antigo funcionário de Hogwarts.
- Ralph Fiennes como Lord Voldemort, um poderoso bruxo das trevas e o fundador e líder dos Comensais da Morte
- Michael Gambon como Alvo Dumbledore, o falecido diretor de Hogwarts.
- John Hurt como Olivaras, um fabricante de varinhas raptado pelos Comensais da Morte.
- Jason Isaacs como Lúcio Malfoy, pai de Draco e um desacreditado Devoradores da Morte.
- Kelly Macdonald como Helena Ravenclaw, fantasma de Ravenclaw e filha de Rowena Ravenclaw, uma das fundadoras de Hogwarts.
- Gary Oldman como Sirius Black, o padrinho falecido de Harry.
- Alan Rickman como Severo Snape, o novo diretor de Hogwarts.
- Maggie Smith como Minerva McGonagall, a professora de Transfiguração e chefe de Grifinória em Hogwarts.
- David Thewlis como Remo Lupin, um lobisomem e membro da Ordem da Fénix.
- Julie Walters como Molly Weasley, a matriarca da família Weasley
- Warwick Davis como Fílio Flitwick, o professor de Feitiços e chefe da Corvinal em Hogwarts, e Grampo, um duende e antigo funcionário no banco de Gringotes.
- Tom Felton como Draco Malfoy, um Comensal da Morte e filho de Lúcio e Narcisa.
- Ciarán Hinds como Aberforth Dumbledore, irmão de Alvo e dono do Cabeça de Javali.
- Matthew Lewis como Neville Longbottom, estudante de Hogwarts.
- Evanna Lynch como Luna Lovegood, uma excêntrica aluna da Corvinal.
- Helen McCrory como Narcisa Malfoy, mãe de Draco.
- Natalia Tena como Ninfadora Tonks, uma metamorfomaga, membro da Ordem da Fénix e esposa de Lupin.
- Bonnie Wright como Gina Weasley, irmã de Rony e namorada de Harry.

Diversos atores reprisam seus papéis dos filmes anteriores em participações especiais durante a cena da batalha de Hogwarts. Sean Biggerstaff, David Bradley, Jim Broadbent, Gemma Jones, Miriam Margoyles e Emma Thompson retornam como Olívio Wood, Argo Filch, Horácio Slughorn, Madame Pomfrey, Pomona Sprout e Sibila Trelawney, respectivamente. Mark Williams, Domhnall Gleeson, Clémence Poésy, Chris Rankin, James Phelps e Oliver Phelps retornam como os membros da Família Weasley: Arthur, Gui, Fleur, Percy, Fred e Jorge respectivamente. Adrian Rawlins e Geraldine Somerville interpretam Tiago e Lilian Potter, os pais de Harry. Alfie Enoch, Devon Murray, Katie Leung, Jessie Cave e Afshan Azad interpretam os membros do Exército de Dumbledore: Dino Thomas, Simas Finnigan, Cho Chang, Lavender Brown e Padma Patil. George Harris interpreta o membro da Ordem da Fênix Quim Schaklebolt, enquanto Nick Moran e Dave Legeno aparecem como os sequestradores Scabior e Greyback. Freddie Stroma, Scarlett Byrne, Joshua Herdman e Louis Cordice retornam como os estudantes Cormaco McLaggen, Pansy Parkinson, Gregório Goyle e Blaise Zabini.

## Premiere no Rio de Janeiro
- O filme foi o segundo da saga a ter uma premiere brasileira, sendo que o primeiro foi o filme anterior a este (Harry Potter e as Relíquias da Morte - Parte 1), da outra vez quem veio foi o ator Matthew Lewis (Neville Longbottom), e foi em São Paulo. Dessa vez aconteceu no Rio de Janeiro e quem veio promover o filme foi o ator Tom Felton que interpreta o personagem Draco Malfoy.[carece de fontes?]
- Não aconteceu em um cinema e sim no Morro da Urca.[carece de fontes?]
- A premiere aconteceu no dia 14 de julho, a uma sessão fechada somente a alguns fãs.[carece de fontes?]

## Duração e Classificação
Aqui estão alguns dos detalhes importantes do filme. São eles:
- O filme tem 2 horas 10 minutos e 16 segundos (incluindo os créditos finais) - é o filme mais curto da série;
- A censura Britânica será de 12 anos pois o filme, segundo eles, contém ameaças moderadas, detalhosos ferimentos e linguagem imprópria;
- Dia 19 de junho foi confirmada a censura "PG-13" nos Estados Unidos por conter: "some sequences of intense action violence, frightning images and language" (Sequências violentas e intensas de ação, imagens assustadoras e linguagem imprópria);
- A Classificação Indicativa Brasileira, confirmada em 5 de Julho, emitida pelo DJCTQ foi de "Não Recomendado para Menores de 14 anos" por conter cenas de "Assassinato" e "Presença de sangue".[7] Apesar disso, a Warner Bros recorreu e conseguiu uma censura de 12 anos para o filme no Brasil.[8]
- Mesmo o filme tendo uma re-classificação de "14 Anos" para "12 Anos", o porta-voz da Warner Bros. brasileira disse em uma entrevista que no DVD, Blu-Ray 3D e Blu-Ray haverá o anexo da classificação "12 Anos" e um aviso em baixo desse anexo estará uma advertência seguinte: "Advertência aos Pais: O Longa-Metragem 'Harry Potter e as Relíquias da Morte - Parte 2' recebeu primeiramente uma classificação indicativa 'Não Recomendado para Menores de 14 anos' por conter cenas de Assassinato e Presença de Sangue, porém foi re-classificado para 'Não Recomendado para Menores de 12 Anos' após uma nova análise."[9]

## Recepção da crítica
O filme foi universalmente aclamado, de acordo com o Rotten Tomatoes 96% das críticas foram positivas, também foi muito bem recebido no Metacritic, com uma avaliação de 87%, avaliado em 41 críticas.

## Bilheteria
- É o filme que mais vendeu em pré-estréia no mundo, com US$47,5 milhões de dólares,[12] tirando o primeiro lugar do filme A Saga Crepúsculo: Eclipse que tinha US$30 milhões.
- No dia oficial da estréia (15 de Julho de 2011), o filme arrecadou mais de US$157.5 milhões,[13] e, com 3 dias de exibição, arrecadou mais de US$475,550 milhões.
- O filme entrou para livros de recordes como o filme que mais vendeu em apenas um dia, destronando o filme A Saga Crepúsculo: Lua Nova.[14]
- Entrou para livros de recordes também por ser o filme que mais vendeu em apenas um fim de semana, com US$169,1 milhões, destronando o filme Batman: O Cavaleiro das Trevas, que tinha US$158.4 milhões. Porém, em 07 de maio de 2012, esse posto ganha um novo participante, o filme Os Vingadores com 207,438,708 dólares.[15]
- É a maior bilheteria de cinemas IMAX em dia de estréia da história, onde arrecadou mais de US$15,5 milhões.
- O filme quebrou o recorde de bilheteira em Portugal para um fim de semana de estreia, tendo arrecadado 1,157 milhões de euros de receitas de bilheteira neste período. O filme estreou em 96 salas nacionais e foi visto por 188.598 espetadores nestes primeiros quatro dias, correspondentes ao fim de semana de estreia.[16]
- No dia 22 de julho de 2011, a saga Harry Potter ficou, com este filme, oficialmente conhecida como a saga de filmes que mais lucrou na história de todo mundo. Juntos, até o dia mencionado, os 8 filmes arrecadaram mais de US$7 bilhões ao redor do mundo, desbancando do primeiro lugar a saga Star Wars.[17]
- No dia 27 de julho de 2011 conquistou o feito de "O filme mais rápido a conquistar US$ 900 milhões de bilheteria em 14 dias", tirando o posto de Avatar de James Cameron, mesmo diretor de Titanic, que havia feito em 18 dias[18] e, em apenas duas semanas de exibição, o filme conseguiu arrecadar mais de US$926 milhões de dólares.
- Atualmente, é o segundo filme que mais fez recordes no mundo, com 13 deles, sendo superado apenas por Batman: O Cavaleiro das Trevas, que tem 16.[19]
- Atualmente, é o quarto filme mais vendido do mundo, no ranking das 100 maiores bilheterias do cinema.[20]
- No dia 31 de julho de 2011, o Box Office Mojo confirmou que o filme havia arrecadado mais de 1 bilhão de dólares, sendo assim, o único filme de toda a série a conseguir tal feito.
- Superou Piratas do Caribe: Navegando em Águas Misteriosas como a maior bilheteria de 2011 com 1,041 bilhões de dólares.
- No dia 07 de agosto de 2011, o site Box Office Mojo confirmou que o último filme da saga Harry Potter é a quarta maior bilheteria da história superando a marca de US$1,134,186,045, ultrapassando longas como Toy Story 3, Piratas do Caribe: O Baú da Morte e até a renomada última parte da trilogia de O Senhor dos Anéis, O Senhor dos Anéis: O Retorno do Rei. O último filme da saga permaneceu na terceira posição até o dia 2 de junho de 2012, quando foi superado pela superprodução Os Vingadores da Marvel Studios.[21]

### No Brasil
O filme estreou no Brasil no dia 15 de julho de 2011 e, em seu final de semana de estreia, levou um público de 1.563.747 pessoas aos cinemas de todo o país. No final de semana seguinte, 772.714 pessoas foram aos cinemas brasileiros ver o filme, o que fez com que o filme liderasse as bilheterias por dois finais de semana consecutivos e alcançasse um público total de 3.726.424 em apenas duas semanas. No terceiro fim de semana, 405.332 pessoas viram o filme no país, e o filme caiu para a 2ª posição da lista, alcançando um público total de 4.849.062 pessoas. No quarto fim de semana, 188.159 viram o filme, e ele caiu para a 3ª posição. Ao todo, 5.577.760 pessoas assistiram o longa no país, e ele entrou para a lista dos filmes estrangeiros mais vistos no Brasil, ocupando a 31ª posição.

### Recordes
Fica a seguir a lista de recordes que o filme bateu nos Estados Unidos e Canadá.
| Recorde                                          | Detalhes             | Recorde anterior                                                      |
| ------------------------------------------------ | -------------------- | --------------------------------------------------------------------- |
| Fim de semana de abertura                        | US$ 169.189.427      | Batman: O Cavaleiro das Trevas (2008, US$ 158 milhões)                |
| Fim de semana de abertura - IMAX                 | US$ 15.200.000       | Alice no País das Maravilhas (2010, US$ 12,2 milhões)                 |
| Dia de estréia/Único dia                         | US$ 91.071.119       | A Saga Crepúsculo: Lua Nova (2009, US$ 72,7 milhões)                  |
| Maior lançamento em 3D                           | Mais de 3.100 locais | Transformers: O Lado Oculto da Lua (2011, 2.789 locais)               |
| Maior venda de ingressos antecipados             | US$ 32.000.000       | A Saga Crepúsculo: Eclipse (2010, US$ 30 milhões)                     |
| Maior venda de pré-estréia (à meia noite)        | US$ 47.500.000       | A Saga Crepúsculo: Eclipse (2010, US$ 30 milhões)                     |
| Maior venda de pré-estréia (à meia noite) - IMAX | US$ 2.000.000        | Harry Potter e as Relíquias da Morte - Parte 1 (2010, US$ 1,4 milhão) |
| Maior venda em 3 dias                            | US$ 169.189.427      | Batman: O Cavaleiro das Trevas (2008, US$ 158 milhões)                |
| Maior venda em 4 dias                            | US$ 187.232.508      | Batman: O Cavaleiro das Trevas (2008, US$ 182,9 milhões)              |
| Chegada mais rápida aos 100 milhões              | 2 dias               | Batman: O Cavaleiro das Trevas (2008)                                 |
| Chegada mais rápida aos 150 milhões              | 3 dias               | Batman: O Cavaleiro das Trevas (2008)                                 |

O filme também bateu recordes internacionais, os quais ficam a seguir.
| Recorde                                          | Detalhes               |
| ------------------------------------------------ | ---------------------- |
| Fim de semana de abertura mundial                | US$ 483.189.427        |
| Fim de semana de abertura estrangeiro            | US$ 314.000.000        |
| Fim de semana de abertura no Reino Unido         | US$ 38.340.631         |
| Fim de semana de abertura na Austrália           | US$ 19.570.859         |
| Semana de abertura na Austrália                  | US$ 29.300.000         |
| Venda em cinemas IMAX em estréia                 | US$ 23.500.000         |
| Maior venda do cinema de 2011                    | US$ 1.327.992.000      |
| Maior venda do cinema da década (2010)           | US$ 1.327.992.000      |
| Chegada mais rápida aos $500 milhões mundiais    | 6 Dias                 |
| Chegada mais rápida aos US$ 600 milhões mundiais | 8 Dias                 |
| Chegada mais rápida aos US$ 700 milhões mundiais | 10 Dias                |
| Chegada mais rápida aos US$ 800 milhões mundiais | 12 Dias                |
| Chegada mais rápida aos US$ 900 milhões mundiais | 14 Dias                |
| Chegada mais rápida ao US$ 1 bilhão mundial      | 15 Dias (bateu Avatar) |

## Prêmios e indicações
| Ano  | Prêmio                                              | Categoria                                                                     | Resultado | Em nome de                                                      |
| ---- | --------------------------------------------------- | ----------------------------------------------------------------------------- | --------- | --------------------------------------------------------------- |
| 2011 | National Movie Awards                               | Filme mais visto do verão                                                     | Venceu    | Harry Potter and the Deathly Hallows – Part 2                   |
| 2011 | National Board of Review Awards                     | Melhor transição de livro para filme                                          | Venceu    | Harry Potter and the Deathly Hallows – Part 2                   |
| 2011 | Hollywood Film Awards                               | Filme de Hollywood do ano                                                     | Venceu    | Harry Potter and the Deathly Hallows – Part 2                   |
| 2011 | NewNowNext Awards                                   | Aposta de filme mais visto                                                    | Indicado  | Harry Potter and the Deathly Hallows – Part 2                   |
| 2011 | Nickelodeon Australian Kids' Choice Awards          | Filme favorito                                                                | Venceu    | Harry Potter and the Deathly Hallows – Part 2                   |
| 2011 | Satellite Awards                                    | Melhor partitura original                                                     | Indicado  | Alexandre Desplat                                               |
| 2011 | Satellite Awards                                    | Melhores efeitos visuais                                                      | Indicado  | Tim Burke, John Richardson, David Vickery e Greg Butler         |
| 2011 | Satellite Awards                                    | Melhor som                                                                    | Indicado  | Dave Patterson, Lon Bender, Robert Fernandez e Victor Ray Ennis |
| 2011 | BAFTA Britannia Awards                              | Excelência artística em direção                                               | Venceu    | David Yates                                                     |
| 2011 | British Academy Children's Awards                   | Filme favorito                                                                | Venceu    | Harry Potter and the Deathly Hallows – Part 2                   |
| 2011 | British Academy Children's Awards                   | A escolha de filme das crianças                                               | Venceu    | Harry Potter and the Deathly Hallows – Part 2                   |
| 2011 | Teen Choice Awards                                  | Melhor filme do verão                                                         | Venceu    | Harry Potter and the Deathly Hallows – Part 2                   |
| 2011 | Teen Choice Awards                                  | Estrela de cinema masculina do verão                                          | Venceu    | Daniel Radcliffe                                                |
| 2011 | Teen Choice Awards                                  | Estrela de cinema feminina do verão                                           | Venceu    | Emma Watson                                                     |
| 2011 | Scream Awards                                       | O melhor dos melhores (Ultimate Scream)                                       | Venceu    | Harry Potter and the Deathly Hallows – Part 2                   |
| 2011 | Scream Awards                                       | Melhor filme de fantasia                                                      | Indicado  | Harry Potter and the Deathly Hallows – Part 2                   |
| 2011 | Scream Awards                                       | Melhor diretor                                                                | Indicado  | David Yates                                                     |
| 2011 | Scream Awards                                       | Melhor roteiro (ScreamPlay)                                                   | Venceu    | Harry Potter and the Deathly Hallows – Part 2                   |
| 2011 | Scream Awards                                       | Melhor atriz de fantasia                                                      | Indicado  | Emma Watson                                                     |
| 2011 | Scream Awards                                       | Melhor ator de fantasia                                                       | Venceu    | Daniel Radcliffe                                                |
| 2011 | Scream Awards                                       | Melhor vilão                                                                  | Venceu    | Ralph Fiennes                                                   |
| 2011 | Scream Awards                                       | Melhor ator coadjuvante                                                       | Indicado  | Rupert Grint                                                    |
| 2011 | Scream Awards                                       | Melhor ator coadjuvante                                                       | Indicado  | Alan Rickman                                                    |
| 2011 | Scream Awards                                       | Melhor grupo                                                                  | Indicado  | Harry Potter and the Deathly Hallows – Part 2                   |
| 2011 | Scream Awards                                       | Cena de batalha do ano                                                        | Indicado  | Batalha de Hogwarts                                             |
| 2011 | Scream Awards                                       | Cena de batalha do ano                                                        | Indicado  | A batalha final: Harry Potter vs Voldemort                      |
| 2011 | Scream Awards                                       | Cena mais fod* do ano                                                         | Venceu    | Fogomaldito na Sala Precisa                                     |
| 2011 | Scream Awards                                       | Melhor filme 3D                                                               | Indicado  | Harry Potter and the Deathly Hallows – Part 2                   |
| 2011 | Scream Awards                                       | Melhor F/X                                                                    | Venceu    | Harry Potter and the Deathly Hallows – Part 2                   |
| 2012 | People's Choice Awards                              | Filme favorito                                                                | Venceu    | Harry Potter and the Deathly Hallows – Part 2                   |
| 2012 | People's Choice Awards                              | Ator favorito                                                                 | Indicado  | Daniel Radcliffe                                                |
| 2012 | People's Choice Awards                              | Filme de ação favorito                                                        | Venceu    | Harry Potter and the Deathly Hallows – Part 2                   |
| 2012 | People's Choice Awards                              | Melhor estrela do cinema abaixo dos 25 anos                                   | Indicado  | Daniel Radcliffe                                                |
| 2012 | People's Choice Awards                              | Melhor estrela do cinema abaixo dos 25 anos                                   | Indicado  | Rupert Grint                                                    |
| 2012 | People's Choice Awards                              | Melhor estrela do cinema abaixo dos 25 anos                                   | Indicado  | Emma Watson                                                     |
| 2012 | People's Choice Awards                              | Melhor estrela do cinema abaixo dos 25 anos                                   | Indicado  | Tom Felton                                                      |
| 2012 | People's Choice Awards                              | Elenco favorito                                                               | Venceu    | Harry Potter and the Deathly Hallows – Part 2                   |
| 2012 | People's Choice Awards                              | Adaptação de livro favorita                                                   | Venceu    | Harry Potter and the Deathly Hallows – Part 2                   |
| 2012 | Alliance of Women Film Journalists                  | Melhor ator coadjuvante                                                       | Indicado  | Alan Rickman                                                    |
| 2012 | Broadcast Film Critics Association Awards           | Melhor direção de arte                                                        | Indicado  | Stuart Craig                                                    |
| 2012 | Broadcast Film Critics Association Awards           | Melhores efeitos visuais                                                      | Indicado  | Tim Burke, John Richardson, David Vickery e Greg Butler         |
| 2012 | Broadcast Film Critics Association Awards           | Melhor som                                                                    | Venceu    | Dave Patterson, Lon Bender, Robert Fernandez e Victor Ray Ennis |
| 2012 | Broadcast Film Critics Association Awards           | Melhor maquiagem                                                              | Venceu    | Nick Dudman, Amanda Knight e Mark Coulier                       |
| 2012 | Grammy Award                                        | Melhor trilha sonora para a mídia visual                                      | Indicado  | Alexandre Desplat                                               |
| 2012 | Screen Actors Guild Awards                          | Melhor conjunto de dublês                                                     | Venceu    | Harry Potter and the Deathly Hallows – Part 2                   |
| 2012 | Visual Effects Society Awards                       | Melhores efeitos visuais em um filme de efeitos visuais                       | Indicado  | Harry Potter and the Deathly Hallows – Part 2                   |
| 2012 | Visual Effects Society Awards                       | Melhor personagem virtual em um filme                                         | Indicado  | Dragão cego de Gringotes                                        |
| 2012 | Visual Effects Society Awards                       | Melhore composição em um filme                                                | Indicado  | Hogwarts                                                        |
| 2012 | Visual Effects Society Awards                       | Melhores miniaturas em um filme                                               | Indicado  | Hogwarts                                                        |
| 2012 | Visual Effects Society Awards                       | Melhor composição final de um filme                                           | Indicado  | Harry Potter and the Deathly Hallows – Part 2                   |
| 2012 | ADG Excellence in Production Design Award           | Melhor direção de arte em um filme de fantasia                                | Venceu    | Stuart Craig e Stephenie McMillan                               |
| 2012 | BAFTA Awards                                        | Melhor produção                                                               | Indicado  | Stuart Craig                                                    |
| 2012 | BAFTA Awards                                        | Melhores efeitos visuais                                                      | Venceu    | Tim Burke, John Richardson, David Vickery e Greg Butler         |
| 2012 | BAFTA Awards                                        | Melhor som                                                                    | Indicado  | Dave Patterson, Lon Bender, Robert Fernandez e Victor Ray Ennis |
| 2012 | BAFTA Awards                                        | Melhor maquiagem e cabelo                                                     | Indicado  | Nick Dudman, Amanda Knight e Mark Coulier                       |
| 2012 | International Film Music Critics Association Awards | Melhor composição original para um filme de fantasia/ficção científica/horror | Indicado  | Alexandre Desplat                                               |
| 2012 | Costume Designers Guild Awards                      | Excelência em Design customizado em um filme de fantasia                      | Venceu    | Jany Temime                                                     |
| 2012 | Oscar 2012                                          | Direção de Arte                                                               | Indicado  | Stuart Craig e Stephenie McMillan                               |
| 2012 | Oscar 2012                                          | Melhores efeitos visuais                                                      | Indicado  | Tim Burke, John Richardson, David Vickery e Greg Butler         |
| 2012 | Oscar 2012                                          | Melhor maquiagem                                                              | Indicado  | Nick Dudman, Amanda Knight e Lisa Tomblin                       |
| 2012 | Nickelodeon Kids' Choice Awards                     | Filme favorito                                                                | Indicado  | Harry Potter and the Deathly Hallows – Part 2                   |
| 2012 | Empire Awards                                       | Melhor filme                                                                  | Venceu    | Harry Potter and the Deathly Hallows – Part 2                   |
| 2012 | Empire Awards                                       | Melhor diretor                                                                | Venceu    | David Yates                                                     |
| 2012 | Empire Awards                                       | Melhor ator                                                                   | Indicado  | Daniel Radcliffe                                                |
| 2012 | Empire Awards                                       | Melhor estreante feminina                                                     | Indicado  | Bonnie Wright                                                   |
| 2012 | Empire Awards                                       | Melhor filme 3D                                                               | Indicado  | Harry Potter and the Deathly Hallows – Part 2                   |
| 2012 | MTV Movie Awards                                    | Filme do ano                                                                  | Indicado  | Harry Potter and the Deathly Hallows – Part 2                   |
| 2012 | MTV Movie Awards                                    | Melhor performance masculina                                                  | Indicado  | Daniel Radcliffe                                                |
| 2012 | MTV Movie Awards                                    | Melhor performance feminina                                                   | Indicado  | Emma Watson                                                     |
| 2012 | MTV Movie Awards                                    | Melhor beijo                                                                  | Indicado  | Rupert Grint e Emma Watson                                      |
| 2012 | MTV Movie Awards                                    | Melhor luta                                                                   | Indicado  | Daniel Radcliffe vs Ralph Fiennes                               |
| 2012 | MTV Movie Awards                                    | Melhor elenco                                                                 | Venceu    | Daniel Radcliffe, Rupert Grint, Emma Watson e Tom Felton        |
| 2012 | Saturn Award                                        | Melhor filme de fantasia                                                      | Venceu    | Harry Potter and the Deathly Hallows – Part 2                   |
| 2012 | Saturn Award                                        | Melhor ator coadjuvante                                                       | Indicado  | Ralph Fiennes                                                   |
| 2012 | Saturn Award                                        | Melhor ator coadjuvante                                                       | Indicado  | Alan Rickman                                                    |
| 2012 | Saturn Award                                        | Melhor atriz coadjuvante                                                      | Indicado  | Emma Watson                                                     |
| 2012 | Saturn Award                                        | Melhor direção                                                                | Indicado  | David Yates                                                     |
| 2012 | Saturn Award                                        | Melhor produção de Design                                                     | Indicado  | Stuart Craig                                                    |
| 2012 | Saturn Award                                        | Melhor edição                                                                 | Indicado  | Mark Day                                                        |
| 2012 | Saturn Award                                        | Melhor figurino                                                               | Indicado  | Jany Temime                                                     |
| 2012 | Saturn Award                                        | Melhor maquiagem                                                              | Indicado  | Nick Dudman, Amanda Knight                                      |
| 2012 | Saturn Award                                        | Melhores efeitos visuais                                                      | Indicado  | Tim Burke, Greg Butler, John Richardson e David Vickery         |
| 2012 | Prémio Hugo                                         | Melhor apresentação dramática em um longa                                     | Indicado  | David Yates e Steve Kloves                                      |